# 市原市立国分寺台小学校
市原市立国分寺台小学校（いちはらしりつ こくぶんじだいしょうがっこう）は、千葉県市原市南国分寺台にある公立小学校。文部科学省の学校コードはB112210004627、旧学校調査番号は121087。通称は台小（だいしょう）。

## 概要
市原市北西部の五井地区に位置する。その中でも特に行政の中心地である国分寺台に所在している。また、国分寺台にある小学校では最も古い。

## 沿革

### 概歴
1979年（昭和54年）、市原市立国府小学校より分離し開校した。1982（昭和57年）に市原市立国分寺台西小学校を分離している。また、1989年に市原市立国分寺台東小学校が開校したことに伴い本校学区が変更され、本校通学児童のうち131名が国分寺台東小学校へ、30名が国分寺台西小学校へと通学区域を変更された。学校実績としては1995年（平成7年）に千葉県教育功労者団体の部を受賞しているほか、市原市教育委員会指定教育研究を2016年（平成28年）までに3回指定されている。

### 年表
- 1979年（昭和54年） - 市原市立国分寺台小学校開校[3]。
- 1982年（昭和57年） - 市原市立国分寺台西小学校を分離[3]。
- 1989年（平成元年） - 市原市立国分寺台東小学校を分離[3]。

## 施設

### 敷地
敷地の詳細は以下の通りである。
| 所在地     | 〒290-0075 千葉県市原市南国分寺台3丁目2番地 |
| 所有者     | 市原市                                      |
| 敷地面積   | 20,994m2                                    |
| 用途地域   | 第一種低層住居専用地域                      |
| 指定建蔽率 | 50%                                         |
| 指定容積率 | 100%                                        |
| 取得価格   | 771,720,000円                               |

### 建物
敷地内の建物は以下の通りである。
| 棟番号 | 棟名称      | 構造 | 階数        | 延床面積   | 建築年 | 耐震   | 耐震       | Is値 | 備考       |
| ------ | ----------- | ---- | ----------- | ---------- | ------ | ------ | ---------- | ---- | ---------- |
| 001    | 校舎-1      | RC造 | 地上2階建て | 1,986.00m2 | 1978年 | 旧基準 | 耐震性あり | 1.12 |            |
| 002    | 校舎-2      | RC造 | 地上3階建て | 1,787.00m2 | 1982年 | 不明   | 耐震性あり | 1.6  | [ 注釈 1 ] |
| 003    | 体育館      | RC造 | 地上1階建て | 809.00m2   | 1980年 | 旧基準 | 耐震工事済 | 1.64 |            |
| 004    | 校舎-3      | RC造 | 地上2階建て | 726.00m2   | 1982年 | 不明   | 耐震性あり | 2.19 | [ 注釈 1 ] |
| 005    | 倉庫・物置  | 木造 | 地上1階建て | 76.00m2    | 1979年 | -      | -          |      |            |
| 006    | 校舎-3      | RC造 | 地上2階建て | 39.00m2    | 1982年 | 不明   | 耐震性あり |      |            |
| 007    | 渡り廊下ー1 | RC造 | 地上3階建て | 38.00m2    | 1982年 | 不明   | 耐震性あり | 1.59 | [ 注釈 1 ] |
| 008    | 倉庫・物置  | 木造 | 地上1階建て | 37.00m2    | 1979年 | -      | -          |      |            |
| 009    | 倉庫・物置  | 木造 | 地上1階建て | 26.00m2    | 1990年 | -      | -          |      |            |

### 併設施設
- 国分寺台小学校児童クラブ（学童保育）

## 規模
2022年（令和4年）4月1日現在の学校規模は以下の通りである。
| 児童数       | 412名    |
| 学級数       | 14学級   |
| 通学区域面積 | 2.344km2 |
| 通学区域人口 | 10,022人 |

## 通学区域
以下の町丁字とその範囲を通学区域として指定している。
- 南国分寺台1 - 5丁目
- 諏訪1 - 2丁目
- 西広（住居表示施行区域）1 - 5丁目の全域、6丁目の一部
- 西広（住居表示未実施区域）の一部
- 惣社（住居表示施行区域）1・4 - 5丁目の全域、2・3丁目のそれぞれ一部
- 惣社（住居表示未施行区域）の一部
- 村上の一部

## 通学区域内施設
通学区域内の主な施設は以下の通りである。
- 市原市市民会館
- 市原市立国分寺台中学校

## 中学校区
1979年度 - 1982年度
- 市原市立五井中学校
- 市原市立市原中学校

1983年度 -
- 市原市立国分寺台中学校

## 隣接小学校区
- 市原市立国府小学校
- 市原市立国分寺台東小学校
- 市原市立国分寺台西小学校
- 市原市立海上小学校
- 市原市立市西小学校

## アクセス
- 上総村上駅から徒歩22分
- 海士有木駅から徒歩24分
- 小湊鐵道バス
  - （五01系統）「国分寺台小学校」で下車後、徒歩3分
  - （五31系統）「国分寺台中学校」で下車後、徒歩5分
  - （五22系統）「東国分寺台1丁目」で下車後、徒歩7分